# سمامة جرمانية
سمامة جرمانية (الاسم العلمي: Aerodramus germani) هو نوع من فصيلة سمامة.